# Lionginas Virbalas
Lionginas Virbalas (ur. 6 lipca 1961 w Birżach) – litewski duchowny rzymskokatolicki, jezuita, biskup diecezjalny Poniewieża w latach 2013–2015, arcybiskup metropolita Kowna w latach 2015–2019.

## Życiorys
Święcenia kapłańskie otrzymał 30 maja 1991 w zakonie jezuitów. Po święceniach i studiach w Rzymie został asystentem mistrza nowicjatu w austriackim Innsbrucku. Później pracował w zakonnych placówkach w Kownie i Wilnie, a w latach 2005-2008 był asystentem sekretarza generalnego litewskiej Konferencji Episkopatu. W latach 2010–2013 kierował Papieskim Kolegium Rosyjskim w Rzymie.
6 czerwca 2013 papież Franciszek mianował go biskupem diecezjalnym Poniewieża. Sakry udzielił mu 10 sierpnia 2013 emerytowany metropolita Wilna, kardynał Audrys Bačkis.
11 czerwca 2015 papież Franciszek mianował go arcybiskupem metropolitą Kowna. 1 marca 2019 papież przyjął jego rezygnację z pełnionego urzędu, złożoną ze względu na stan zdrowia.
W latach 2014–2019 pełnił funkcję wiceprzewodniczącego Konferencji Biskupów Litwy.